# Glomeris albidonigra
Glomeris albidonigra är en mångfotingart som beskrevs av Pius Strasser 1977. Glomeris albidonigra ingår i släktet Glomeris och familjen klotdubbelfotingar. Inga underarter finns listade i Catalogue of Life.